# L'Instinct du langage
L'Instinct du langage (The Language Instinct) est un livre de Steven Pinker publié en 1994. Dans cet ouvrage de vulgarisation, Pinker défend la thèse selon laquelle les humains naissent avec une capacité innée pour le langage. Il reprend le propos de Noam Chomsky selon lequel le langage humain dérive d'une grammaire universelle, mais s'éloigne du scepticisme de Chomsky quant au fait que la théorie de l'évolution peut expliquer l'instinct du langage.

## Thèse
Steven Pinker énumère un certain nombre d'idées reçues sur le langage :
- il faut enseigner le langage aux enfants ;
- la majeure partie des gens ont une grammaire médiocre ;
- le langage décline en permanence ;
- la langue a un impact important sur notre perception du monde (hypothèse de Sapir-Whorf) ;
- on peut apprendre des langues à des animaux comme les grands singes,

pour ensuite les critiquer. Il voit dans le langage une aptitude unique aux humains, résultant de l'évolution, qui a été à l’origine de la communication au sein des chasseurs-pêcheurs sociaux. Il compare le langage à d'autres exemples d'évolutions dans d'autres espèces, comme le tissage de toile de l'araignée ou la construction de barrages chez le castor, les appelant tous des « instincts ».
En considérant le langage comme un instinct, Steven Pinker veut le distinguer des inventions humaines comme la métallurgie ou mêmel’écriture. Tandis que certaines cultures seulement possèdent ces technologies, toutes les cultures possèdent le langage. Les créoles se construisent spontanément au sein de populations mélangées et acculturées. Des langues des signes avec une grammaire construite apparaissent spontanément chez des enfants sourds. Il distingue la notion de grammaire, universelle, de celle de langue soutenue, liée à une classe sociale.
S'il y a un instinct du langage, y a-t-il un organe du langage ? Steven Pinker remarque que certains types de lésions cérébrales provoquent des troubles précis du langage comme l’aphasie de Broca ou l'aphasie de Wernicke. Il semble qu'il y a une période critique pour l'acquisition du langage chez les enfants, comme il y en a une pour le développement de la vision chez les chats.
Une bonne partie du livre est consacrée à exposer le concept de Noam Chomsky d'une grammaire universelle, une grammaire à laquelle toutes les langues universelles se conforment. Steven Pinker affirme que cette grammaire est implémentée dans des structures du cerveau humain, mais que les structures nécessaires à l'apprentissage n'existent qu'à un certain âge et sont libérées ensuite pour alléger le fonctionnement d'un cerveau gourmand en énergie.

## Critiques
Il n'y a pas de consensus sur l'aspect inné du langage. Le linguiste anglais Geoffrey Sampson (en) affirme ainsi que « soit la logique est fallacieuse, soit les données factuelles sont incorrectes (ou parfois les deux) ».
Richard Webster (en) écrit que Pinker est convaincant quand il affirme que les aptitudes humaines au langage nous viennent de notre bagage génétique construit par l'évolution par la sélection naturelle de réseaux de neurones spécialisés au sein du cerveau. Il dit aussi que l'attaque de Pinker contre le Modèle Standard en Sciences Sociales (en) de la nature humaine est efficace. Webster accepte l'argument de Pinker selon lequel, pour des motifs idéologiques, des sciences sociales du XXe siècle ont minimisé la mesure dans laquelle la nature humaine est influencée par la génétique. Cependant, Webster trouve que les spéculations de Pinker sur d'autres réseaux de neurones spécialisés qui peuvent avoir évolué dans le cerveau humain, par exemple un réseau consacré à la « mécanique intuitive » et un autre à la « biologie intuitive », sont discutables, et craint que ces hypothèses ne soient prises pour de la science, en renforçant les partisans d'un déterminisme génétique extrême.